# Louisa Atkinson
Caroline Louisa Waring Calvert (née Atkinson le 25 février 1834 et décédée le 28 avril 1872) était une des premières écrivaines, botanistes et illustratrices australiennes. Même si elle était bien connue pour ses œuvres de fiction de son vivant, son importance à long terme repose sur son travail botanique. Elle est considérée comme une pionnière pour les femmes australiennes dans le journalisme et les sciences naturelles, et est importante à son époque pour ses références sympathiques aux Aborigènes d'Australie dans ses écrits et son encouragement à la conservation.

## Vie
Louisa, comme on l'appelait généralement, est née sur la propriété de ses parents « Oldbury », Sutton Forest, à environ 4,8 km de Berrima, en Nouvelle-Galles du Sud, et était leur quatrième enfant. Son père, James Atkinson, était l'auteur d'un des premiers livres australiens, An Account of the State of Agriculture and Grazing in New South Wales, publié en 1826. Il mourut en 1834, alors que Louisa n'avait que 8 semaines. Louisa était une enfant quelque peu fragile avec une malformation cardiaque et a donc été éduquée par sa mère, Charlotte Barton (en), elle-même auteur du premier livre pour enfants australien, A Mother's Offering to her Children.
Sa mère s'est remariée, mais ce second mari, George Barton, un ami de la famille, « est devenu violemment et irrévocablement fou peu de temps après le mariage », obligeant la famille à quitter « Oldbury ».
Elle a vécu la majeure partie de sa vie à Kurrajong (en) dans une maison appelée Fernhurst qui a été construite par sa mère. Avant cela, elle avait vécu brièvement à Shoalhaven et Sydney. Elle est devenue un membre actif de la communauté, travaillant comme scribe bénévole pour les personnes illettrées du district, confidente des enfants et assistante des personnes âgées et malades. Elle a également organisé et enseigné dans la première école du dimanche du district. Louisa et sa mère sont retournées à « Oldbury » en 1865, sa mère y mourant en 1868. Le 11 mars 1869, elle a épousé James Calvert (en), un survivant de l'expédition de Ludwig Leichhardt de 1844 à 1845 et également intéressé par la botanique. Il était, à l'époque, directeur de la station Cavan à Wee Jasper près de Yass. Elle est décédée à Swanton, près de « Oldbury », en 1872, 18 jours après la naissance de sa fille, Louise Snowden Annie. Elle a été enterrée dans le caveau familial Atkinson à l'église All Saints, à Sutton Forest. Sa nécrologie dans le Sydney Morning Herald la décrit ainsi : « Cette excellente dame, qui a été coupée comme une fleur au milieu de ses jours, était hautement distinguée pour ses réalisations littéraires et artistiques, ainsi que pour les principes chrétiens et la charité expansive qui ont marqué sa carrière ».
Selon Chisholm, on lui attribue également le mérite d'être « une sorte de pionnière dans la réforme vestimentaire : les jupes longues de l'époque n'étaient qu'une nuisance dans les zones broussailleuses et cette femme utilisait donc, aussi bien pour se promener que pour monter à poney, des vêtements [pantalons] qui aurait suscité « quelques gazouillis dans les rangs de la coloniale Mme Grundy ». Clarke écrit qu'elle a été rejointe dans ce comportement par Mme Selkirk, l'épouse d'un médecin local.

## Botaniste, naturaliste et artiste

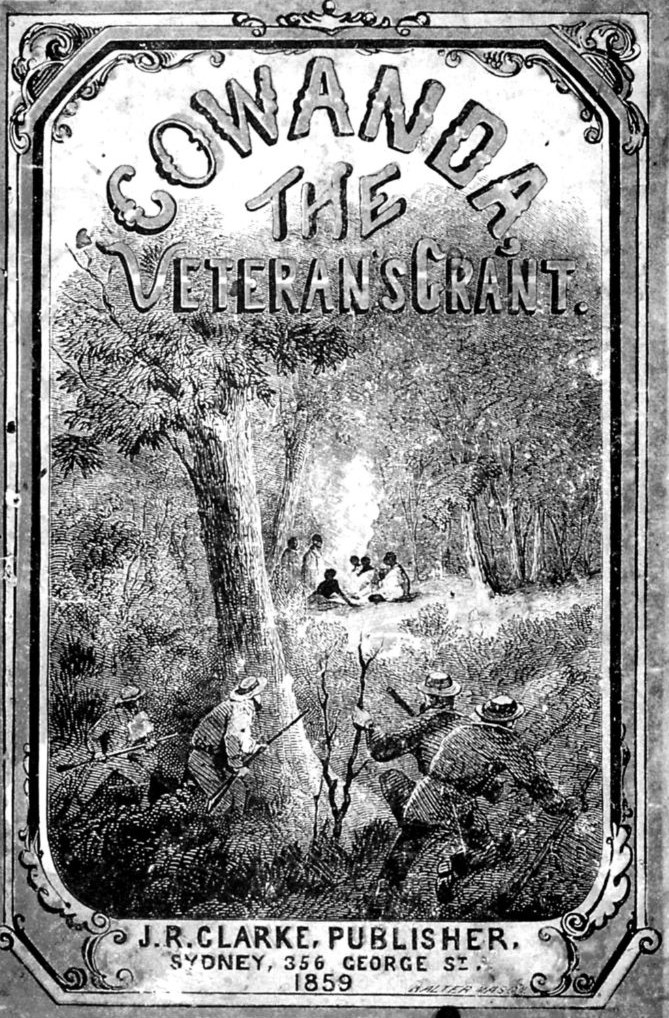
Cowanda.

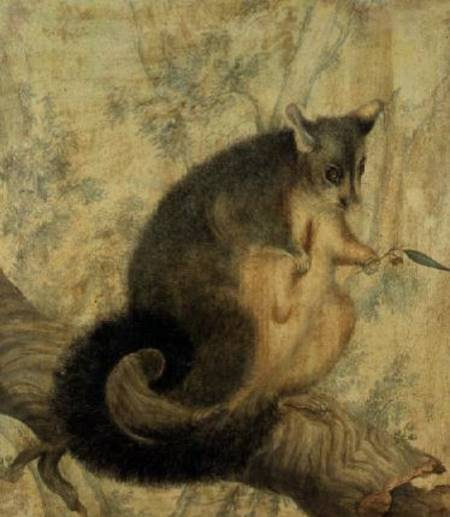
The Possum

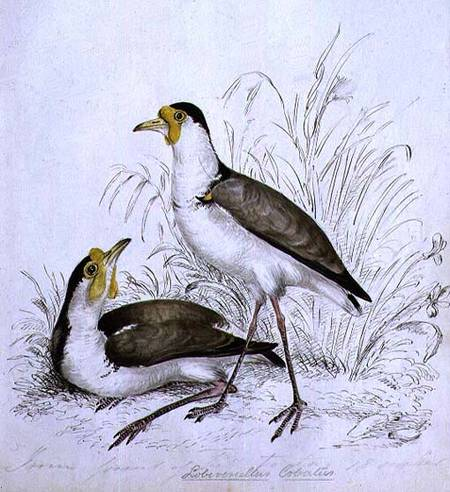
Sandpipers

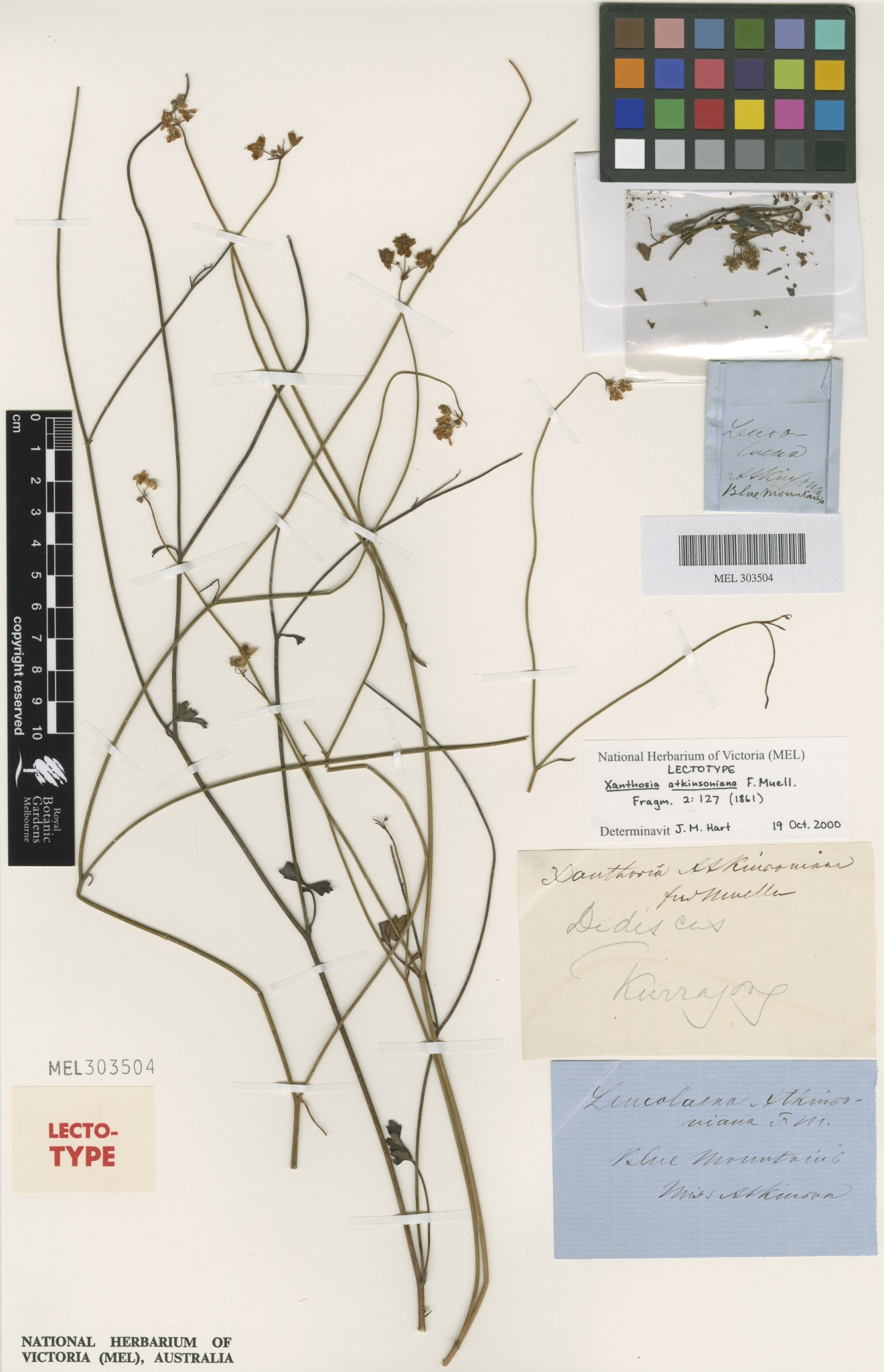
Xanthosia atkinsoniana

Louisa est reconnue comme une botaniste de premier plan qui a découvert de nouvelles espèces de plantes dans la région des Montagnes Bleues et des Hautes Terres du sud de la Nouvelle-Galles du Sud, et elle a défendu la cause de la conservation pendant une période de défrichement rapide des terres. Son intérêt pour la botanique est en partie dû à l'enseignement à domicile dispensé par sa mère, qui était elle-même artiste et intéressée par l'histoire naturelle,.
Elle entreprit des excursions botaniques dans des régions éloignées de l'endroit où elle vivait, comme l'Illawarra, mais elle devint particulièrement bien informée sur la flore de Kurrajong et des environs, comme la Grose Valley, le mont Tomah (en) et Springwood, où elle passa une grande partie de sa vie. Elle collecta abondamment des spécimens pour William Woolls, un professeur et botaniste amateur bien connu, et pour Ferdinand von Mueller. Lawson écrit que le travail de von Mueller fut aidé par de nombreux naturalistes amateurs en Australie, mais que la contribution d'Atkinson mérite d'être particulièrement soulignée « pour la qualité de ses informations, son engagement scientifique, son enthousiasme et sa persistance dans le temps, sa portée géographique, sa profondeur locale, sa robustesse et la vivacité de ses descriptions, son sens de l'exploration primaire, sa pure inventivité ». Elle est commémorée dans le genre Atkinsonia de Loranthaceous et dans les espèces Erechtites atkinsoniae (en), Epacris calvertiana (en), Helichrysum calvertianum (en), Xanthosia atkinsoniana (en) et Doodia atkinsonii (en). Sa collection de plus de 800 spécimens botaniques est conservée au National Herbarium of Victoria (en),.
Dans les années 1860, Atkinson commença à prendre conscience de l'impact de l'agriculture européenne sur la flore indigène. Elle écrivit à ce sujet à plusieurs reprises, faisant des déclarations telles que « il n'est pas nécessaire d'avoir une imagination fertile pour prévoir que, disons, dans un demi-siècle, des étendues de plusieurs centaines de kilomètres seront dépourvues d'arbres ».
Elle est également considérée comme une artiste botanique, s'intéressait à la zoologie et était une taxidermiste compétente. Son art botanique était inhabituel par sa diversité : il comprenait des animaux, des oiseaux, des insectes, des reptiles et des paysages,.
Elle a popularisé la science et a écrit pour le Sydney Morning Herald et le Horticultural Magazine.

## Écrivaine
Louisa est également reconnue comme la première femme d'origine australienne à avoir publié un roman en Australie, Gertrude the Emigrant (1857), pour lequel elle a utilisé le nom de « An Australian woman ». Elle avait 23 ans. Le critique contemporain, GB Barton, a décrit le roman comme suit : « La scène se déroule entièrement dans la colonie, principalement dans le bush ; et nulle part les caractéristiques particulières de la vie dans le bush ne sont décrites avec plus de précision ou de graphisme [sic]. Le récit abonde en incidents, les personnages sont habilement dessinés et l'exécution littéraire est tout à fait égale à celle des romans ordinaires ».
Elle fut également la première auteure à illustrer ses propres œuvres. Son deuxième roman, Cowanda, The Veteran's Grant (1859) avait une couverture conçue par l'artiste colonial S. T. Gill (en). Diverses autres histoires de sa plume furent publiées en feuilleton dans The Sydney Mail (en). Elle était profondément religieuse et sa fiction, qui peut généralement être décrite comme un « mélodrame romantique victorien », transmettait des messages moraux simples à travers une « moralisation explicite et intrusive ». Malgré cela, ses romans sont importants car « ce sont les premiers romans écrits par une femme australienne de naissance ; ils offrent, même de manière approximative, une description vigoureuse et soutenue de la vie coloniale australienne ; et ils offrent une perspective coloniale féminine particulière qui tente activement de modifier les valeurs anglaises importées ». Lawson soutient également que, grâce à son expérience personnelle, Atkinson est capable d'enregistrer dans sa fiction « une perspective féminine sur une Australie blanche naissante, à la fois dans son développement urbain précipité et ad hoc et sa croissance pastorale tout aussi ad hoc et confuse ». La Jessie Street National Women's Library (en) déclare que son travail est important pour la promotion des droits des femmes et des enfants et, en fait, Lawson suggère qu'« il est possible de voir Atkinson comme notre premier véritable humaniste-démocrate dans la fiction puisqu'elle adresse la même analyse observatrice et la même compassion aux personnages blancs et noirs et aux femmes aussi bien qu'aux hommes ».
En plus de la fiction, Atkinson écrivait également des articles sur les sciences naturelles et avait 19 ans lorsque, en 1853, l'Illustrated Sydney News publia ses premiers articles illustrés, Nature Notes of the Month with Illustrations. Elle a été la première femme en Australie à publier une longue série d'articles dans un grand journal. Il s'agissait d'une série de croquis d'histoire naturelle intitulée A Voice from the Country. Ils parurent dans le Sydney Morning Herald et le Sydney Mail (en) à partir du 12 décembre 1859 et durent plus de 10 ans,. Ils étaient « simplement informatifs et vulgarisants » avec un « ton et une intention pédagogiques simples ». Une note éditoriale jointe à la publication posthume de sa dernière histoire, Tessa's Resolve, déclare que ces articles « sont considérés en quelque sorte comme des autorités en matière d'histoire naturelle et de botanique australiennes ».
Sous la signature « LA », devenant « LC » en 1869, ses articles illustrés, mais plus scientifiques, sur la flore et la faune furent publiés dans l'Horticultural Magazine de 1864 à 1870,.
La rue Atkinson, dans la banlieue de Canberra à Cook (en), est nommée en son honneur.

## Travaux
- Gertrude the Emigrant: A Tale of Colonial Life by an Australian Lady (1857)
- Cowanda: The Veteran's Grant: an Australian Story by the Author of Gertrude (1859)
- Debatable Ground of the Carlillawarra Claimants (The Sydney Mail (en), 30 mars 1861 – 7 septembre 1861)
- Myra (The Sydney Mail, 27 février 1864 – 23 avril 1864)
- Tom Hellicar's Children (The Sydney Mail, 4 mars 1871)
- Bush Home (The Sydney Mail)
- Tressa's Resolve (The Sydney Mail, 31 août 1872 – 7 décembre 1872)